# Fortifications de Brest
 (avril 2020).
 (avril 2020).
Si vous disposez d'ouvrages ou d'articles de référence ou si vous connaissez des sites web de qualité traitant du thème abordé ici, merci de compléter l'article en donnant les références utiles à sa vérifiabilité et en les liant à la section « Notes et références ».
Les fortifications de Brest comportent :
XIVe, XVe et XVIe siècles
- Château de Brest

Vauban
- Enceinte urbaine
- Fort, Quelern
- Fort du Dellec
- Batteries, Camaret
- Tour dorée, Camaret
- Fort du Mengant

XVIIIe siècle
- Fort du Questel
- Fort Montbarey
- Fort du Petit Minou
- Fort de Bertheaume
- Fort de Portzic

Haxo
- Fort du Stiff
- Pointe des Espagnols
- Fort Robert
- Îlot des Capucins
- Fort, Camaret

Séré de Rivières
- Fort de Crozon
- Fort de Landaoudec
- Fort de Berthaume
- Fort de Toulbroc'h